# علم دراية الحديث
علم دراية الحديث. هو من علم الحديث، علم يعرف منه حقيقة الرواية وشروطها، وأنواعها، وأحكامها، وحال الرواة وشروطهم وأصناف المرويات وما يتعلق بها". والقسم الآخر من علم الحديث هو علم الحديث رواية.
«فحقيقة الرواية نقل السنة ونحوها وإسناد ذلك إلى من عزى إليه بتحديث وإخبار وغير ذلك؛ وشروطها: تحمل راويها لما يرويه بنوع من أنواع التحمل، من سماع أو عرض أو إجازة ونحوها، وأنواعها الاتصال والانقطاع، ونحوهما وأحكامها القبول، والرد وحال الرواة العدالة والجرح وشروطهم في التحمل وفي الأداء وأصناف المرويات المصنفات من المساند والمعاجم كالمعجم الكبير والأجزاء وغيرهم، وما يتعلق بها: هو معرفة اصطلاح أهلها». .
ومن كتب علم دراية الحديث كتاب علم الحديث المعروف بمقدمة ابن الصلاح للإمام ابن الصلاح، توفي: 643هـ.